# Список умерших в 2004 году
В этой статье представлен список известных людей, умерших в 2004 году.
См. также: Категория:Умершие в 2004 году

## Январь
- 1 января — Алексей Воднев (75) — участник Великой Отечественной войны, сын полка.
- 1 января — Евгений Мигунов (82) — советский художник-мультипликатор, иллюстратор и карикатурист.
- 2 января — Лариса Буркова (63) — советская актриса театра и кино, заслуженная артистка РСФСР.
- 2 января — Джесс Коллинз (80) — американский художник.
- 2 января — Сергей Шпуняков (81) — лётчик-истребитель, Герой Советского Союза.
- 2 января — Картрайт, Линн (76) — американская актриса кино и телевидения.
- 4 января — Шахна Ахиасаф (97) — израильский издатель. Основатель известного издательства «Ахиасаф».
- 4 января — Иван Борисенко (82) — деятель космической отрасли СССР, спортивный комиссар, судья международной категории, полковник.
- 4 января — Джоан Эйкен (79) — английская новеллистка.
- 5 января — Фрейделэ Ойшер (80) — детская звезда американского театра на идише 1920—1930-х годов.
- 5 января — Василий Томаров (82) — Герой Советского Союза.
- 6 января — Виктор Анисифоров (81) — советский футболист, нападающий.
- 7 января — Шалва Апхазава (23) — грузинский футболист, нападающий.
- 8 января — Василий Синенко (82) — полный кавалер ордена Славы.
- 9 января — Михаил Мейерович — ярославский историк, краевед.
- 9 января — Юрий Сидоров (76) — советский и белорусский актёр театра и кино, народный артист БССР.
- 10 января — Александра Рипли (70) — американская писательница, автор романа «Скарлетт» — продолжения «Унесённых ветром».
- 12 января — Иосиф Ольшанский (86) — советский и российский драматург и киносценарист.
- 13 января — Николай Калмыков (83) — советский военнослужащий, старшина, полный кавалер ордена Славы.
- 14 января — Эдуард Сибиряков (63) — советский волейболист, игрок сборной СССР.
- 14 января — Евгений Шершнев (83—84) — советский и российский американист, доктор экономических наук.
- 15 января — Фёдор Иванов (80) — Герой Советского Союза.
- 15 января — Семен Сельский (79) — участник Великой Отечественной войны, командир батареи 101-го миномётного полка 7-й артиллерийской дивизии 46-й армии 2-го Украинского фронта, Герой Советского Союза, старший лейтенант.
- 16 января — Василий Фень (76) — тракторист, Герой Социалистического Труда.
- 17 января — Чеслав Немен — польский рок-музыкант, певец и композитор.
- 18 января — Ашот Мелик-Шахназарян (72) — армянский дипломат и политический деятель.
- 23 января — Евгений Гришин (32) — нападающий; мастер спорта России (1994) по хоккею с мячом.
- 23 января — Хельмут Ньютон (83) — австралийский фотохудожник; автокатастрофа.
- 24 января — Томио Аоки (80) — японский актёр.
- 25 января — Дмитрий Оськин (84) — участник Великой Отечественной войны, Герой Советского Союза.
- 25 января — Миклош Фехер (24) — венгерский футболист; гипертрофическая кардиомиопатия.
- 25 января — Зураб Саканделидзе (58) — советский грузинский баскетболист.
- 25 января — Михаил Сукнев (84) — советский офицер.
- 25 января — Василий Часовских (79) — советский хирург.
- 25 января — Сонни Шмидт (50) — профессиональный австралийский бодибилдер.
- 26 января — Лили Варганова (76) — советский математик, лауреат Государственной премии СССР.
- 28 января — Михаил Задорожный (83) — полковник Советской Армии, участник Великой Отечественной войны, Герой Советского Союза.
- 28 января — Леонид Поболь (79) — белорусский археолог. Доктор исторических наук.
- 28 января — Джо Витерелли (66) — американский актёр итальянского происхождения.
- 29 января — Серафим Туликов (89) — советский композитор.
- 29 января — Дженет Фрейм (79) — новозеландская писательница.
- 30 января — Яков Ачкасов (87) — Герой Советского Союза.
- 31 января — Семён Елагин (88) — советский государственный и партийный деятель, председатель Исполнительного комитета Алма-Атинского областного Совета (1970—1977).
- 31 января — Ма Фэн (81—82) — китайский писатель.
- 31 января — Вячеслав Письменный (53) — Герой Советского Союза.

## Февраль
- 1 февраля — Александр Лосев (54) — советский и российский певец, солист и один из основателей группы «Цветы», исполнитель популярных песен; сердечный приступ[1].
- 2 февраля — Геллий Поваров — советский математик, философ и историк науки.
- 4 февраля — Николай Верещенко (59) — советский актёр, заслуженный артист РСФСР.
- 4 февраля — Павел Каравай (82) — советский лётчик, Герой Советского Союза.
- 7 февраля — Михаил Коркия (55) — советский грузинский баскетболист.
- 8 февраля — Иван Поляков (89) — советский, белорусский партийный и государственный деятель.
- 8 февраля — Олег Хмельницкий (83) — советский и российский учёный-медик, доктор медицинских наук, профессор.
- 10 февраля — Вилен Перламутров (72) — советский и российский экономист, член-корреспондент РАН.
- 10 февраля — Романов-Ильинский, Павел Дмитриевич — полковник армии США, мэр города Палм-Бич, претендент на российский престол.
- 11 февраля — Шерли Стрикленд (78) — австралийская легкоатлетка, трёхкратная олимпийская чемпионка.
- 11 февраля — Иссахар Фатер — польско-израильский дирижёр, музыковед, критик.
- 13 февраля — Сара Джейкобсон (32) — американский режиссёр; рак матки.
- 13 февраля — Зелимхан Яндарбиев (51) — активный участник сепаратистского движения в Чечне, в 1996—1997 президент самопровозглашённой Чеченской Республики Ичкерия; убит.
- 14 февраля — Андрей Рябов (78) — Герой Советского Союза.
- 14 февраля — Виктор Терентьев (79) — советский футболист и тренер, двукратный обладатель Кубка СССР.
- 14 февраля — Ян Синьхай (35) — китайский серийный убийца.
- 17 февраля — Софья Головкина (88) — русская советская балерина, солистка Большого театра.
- 17 февраля — Витаутас Кубилюс (75) — литовский критик, литературовед.
- 18 февраля — Леонид Камынин (80) — советский и российский математик.
- 18 февраля — Рузы Чарыев (72) — узбекский художник.
- 18 февраля — Нурихан Фаттах (75) — татарский писатель, переводчик, историк, языковед.
- 19 февраля — Гурген Маргарян (25) — армянский лейтенант, убитый азербайджанским офицером.
- 20 февраля — Геннадий Пастухов (82) — Герой Советского Союза.
- 21 февраля — Сергей Аверинцев (66) — русский филолог, переводчик, специалист по позднеантичной и раннехристианской эпохам, поэзии Серебряного века.
- 22 февраля — Ирина Пресс (64) — советская легкоатлетка, двукратная олимпийская чемпионка.
- 23 февраля — Василий Синельников (85) — советский писатель, педагог и краевед.
- 24 февраля — Леонид Губанов (76) — советский актёр, народный артист СССР.
- 24 февраля — Яков Семченко (85) — участник Великой Отечественной войны, Герой Советского Союза.
- 24 февраля — Джон Рэндольф (88) — американский актёр театра, кино и телевидения.
- 25 февраля — Валентин Герасин (80) — участник Великой Отечественной войны, Герой Советского Союза.
- 25 февраля — Владимир Долин (72) — украинский советский энтомолог, колеоптеролог, специалист по жукам-щелкунам.
- 25 февраля — Иван Овчаренко (83) — полный кавалер ордена Славы.
- 25 февраля — Баграт Шинкуба (86) — советский абхазский писатель.
- 26 февраля — Иван Горчаков (81) — подполковник Советской Армии, участник Великой Отечественной войны, Герой Советского Союза.
- 26 февраля — Левон Лазарев (76) — российский скульптор.
- 26 февраля — Борис Трайковский (47) — президент Македонии в 1999—2004; авиакатастрофа.
- 27 февраля — Александр Кострыкин (84) — советский хозяйственный, государственный и политический деятель, Герой Социалистического Труда.
- 27 февраля — Иосиф Розенталь (85) — советский и российский физик, доктор физико-математических наук.
- 29 февраля — Нина Сазонова (87) — советская и российская актриса театра и кино, народная артистка СССР.
- 29 февраля — Вениамин Мясников (67) — российский учёный, академик, создатель и первый заведующий кафедрой вычислительной механики механико-математического факультета МГУ[2].

## Март
- 2 марта — Евстафий Северин Сапега (87) — профессиональный охотник, поручик кавалерии Войска Польского, историк из рода Сапег.
- 2 марта — Михаил Шатрюк (87) — полный кавалер ордена Славы.
- 4 марта — Ольга Кочеткова (43) — российская актриса, поэтесса, певица; панкреонекроз, спровоцированный хроническим алкоголизмом[3].
- 4 марта — Уолтер Кэмпбелл (83) — австралийский юрист и политик, 21-й губернатор Квинсленда (1985—1992).
- 4 марта — Пётр Лишафай (90) — подполковник Советской Армии, участник Великой Отечественной войны, Герой Советского Союза.
- 4 марта — Клод Нугаро (74) — французский поэт и певец, исполнитель собственных песен; рак.
- 5 марта — Нозир Арабзода (63) — советский и таджикский философ, доктор философских наук, профессор.
- 5 марта — Ноах Звулони — израильский журналист.
- 5 марта — Юрий Прокушев (83) — литературовед, литературный критик.
- 8 марта — Михаил Грешилов (91) — советский подводник-черноморец, Герой Советского Союза, капитан 1 ранга.
- 8 марта — Андрей Жоров (82) — полный кавалер ордена Славы.
- 8 марта — Ефим Харабет (74) — советский и украинский художник-медальер.
- 9 марта — Василий Дождалёв (82) — советский государственный деятель, генерал-майор.
- 9 марта — Альберт Моль (87) — нидерландский актёр.
- 10 марта — Игорь Борзов (39) — подполковник милиции УВД Оренбургской области, кавалер ордена Мужества; убит.
- 10 марта — Борислав Брондуков (66) — советский украинский актёр, Народный артист Украинской ССР (1988).
- 10 марта — Антонина Гунченко (79) — советская актриса, заслуженная артистка РСФСР.
- 10 марта — Насиба Зейналова (87) — советская азербайджанская актриса, народная артистка Азербайджанской ССР.
- 11 марта — Алексей Мазуренко (86) — участник Великой Отечественной войны, Герой Советского Союза.
- 12 марта — Натан Йонатан (80) — израильский поэт.
- 12 марта — Валентина Журавлёва (70) — советский писатель-фантаст.
- 13 марта — Чэнь Ханьшэн — китайский историк, социолог, разведчик.
- 14 марта — Юрий Рубэн (78) — советский, латвийский партийный и государственный деятель.
- 15 марта — Веди Химсль (86) — американский бейсболист и тренер.
- 15 марта — Константин Царицын (80) — участник Великой Отечественной войны, Герой Советского Союза.
- 16 марта — Яков Басов (90) — советский и украинский художник.
- 16 марта — Брайан Бьянкини (25) — американский актёр и фотомодель.
- 16 марта — Иаков (Панчук) — епископ Почаевский, викарий Тернопольской епархии.
- 16 марта — Иван Рыжов (91) — советский российский актёр театра и кино, народный артист РСФСР.
- 17 марта — Валерий Чекман (66) — советский и литовский языковед, славист.
- 18 марта — Александр Соловьёв (85) — российский учёный, педагог, доктор технических наук.
- 18 марта — Минас Чентемиров (94) — советский государственный и хозяйственный деятель.
- 19 марта — Вадим Печенев (63) — советский, российский научный и государственный деятель.
- 20 марта — Зейнолла Сериккали (66) — казахский писатель, литературовед, филолог, критик, переводчик, редактор.
- 21 марта — Адель Мацкевич (87) — советская оперная певица, заслуженная артистка Украинской ССР (1975).
- 21 марта — Сеитумер Эминов (82) — крымскотатарский поэт и прозаик.
- 22 марта — Жаналык Абдрахманов (68) — советский и казахстанский медик, доктор медицинских наук.
- 22 марта — Ахмед Ясин (род. в 1937 или 1938) — один из основателей и духовный лидер исламистского радикального движения «Хамас»; убит ракетой, выпущенной с израильского вертолёта.
- 23 марта — Александр Кучеренко (80) — участник Великой Отечественной войны, Герой Советского Союза.
- 23 марта — Владимир Флинт (80) — российский зоолог, орнитолог.
- 24 марта — Наталия Наум (71) — актриса театра и кино СССР и Украины, Народная артистка Украинской ССР (1971).
- 24 марта — Теодор Вульфович (80) — режиссёр, сценарист.
- 24 марта — Борис Марков (56) — участник Афганской войны.
- 25 марта — Фёдор Фёдоров (84) — участник Великой Отечественной войны, Герой Советского Союза.
- 25 марта — Ирина Шабловская (74) — советская белорусская писательница, переводчица, публицист.
- 26 марта — Владимир Ивановский (91) — оперный певец (драматический тенор).
- 27 марта — Мехти Багиров (88) — советский, азербайджанский врач-хирург. Народный врач СССР.
- 28 марта — Питер Устинов (82) — британский актёр театра и кино, режиссёр, драматург, продюсер, кавалер Ордена Британской империи.
- 28 марта — Робер Мерль (95) — французский писатель.
- 29 марта — Симона Ренан (93) — французская актриса, была замужем за режиссёром Кристиан-Жаком и продюсером Александром Мнушкиным.
- 29 марта — Чарльз Гренцбах (80) — американский звукорежиссёр, лауреат премии «Оскар» за лучший звук к фильму «Взвод».
- 29 марта — Джордж Хёрд Хэмилтон (93) — американский искусствовед и музейный работник.
- 31 марта — Рене Грюо (95) — итальянский художник-иллюстратор.

## Апрель
- 1 апреля — Николай Беляев (80) — советский, российский юрист.
- 1 апреля — Николай Руденко (83) — советский украинский писатель, правозащитник, Герой Украины (2000).
- 2 апреля — Фёдор Паньшин (89) — полный кавалер ордена Славы.
- 3 апреля — Фарис Глабб (64) — британский писатель, журналист, переводчик и издатель, ДТП.
- 4 апреля — Никита Богословский (90) — советский и российский композитор.
- 4 апреля — Борис Левитан (89) — советский математик.
- 4 апреля — Михаил Шалжиян (78) — участник Великой Отечественной войны, Герой Советского Союза.
- 5 апреля — Николай Кияшко — старший лейтенант Рабоче-крестьянской Красной Армии, участник Великой Отечественной войны, Герой Советского Союза.
- 6 апреля — Лариса Богораз (74) — советский и российский лингвист, правозащитница, публицист, участница демонстрации 25 августа 1968 года.
- 6 апреля — Клара Тулемисова (66) — советский и казахский микробиолог, доктор биологических наук, академик Национальной академии наук РК и Российской академии сельскохозяйственных наук.
- 7 апреля — Марк Поповский (82) — русский писатель, журналист, правозащитник, диссидент.
- 8 апреля — Сергей Буренков (80) — советский организатор здравоохранения, фтизиатр.
- 8 апреля — Иван Рыжов (89) — Герой Советского Союза.
- 12 апреля — Виккел, Лариса Викторовна (62) — советская и российская актриса, ЗА РФ (1998), актриса театра-студии киноактёра и кино[4].
- 13 апреля — Елизар Мальцев (87) — русский советский писатель.
- 13 апреля — Аарне Сааринен (90) — финский государственный, политический и профсоюзный деятель.
- 14 апреля — Иван Дьяченко (79) — Герой Советского Союза.
- 16 апреля — Виктор Данилов — советский и российский историк-аграрник.
- 17 апреля — Абд аль-Азиз ар-Рантиси (56) — преемник шейха Ахмеда Ясина в качестве неофициального лидера радикального исламистского движения Хамас; убит ракетным ударом с вертолёта.
- 17 апреля — Владимир Пересыпкин (89) — советский ученый в области защиты растений.
- 18 апреля — Григорий Костенко (85) — полковник Советской Армии, участник Великой Отечественной войны, Герой Советского Союза.
- 19 апреля — Владимир Капличный (60) — советский футболист.
- 19 апреля — Иван Федорок (83) — Герой Советского Союза.
- 20 апреля — Александра Данилова (85) — советская и российская актриса театра и кино.
- 20 апреля — Виталий Лонский — тренер по прыжкам в высоту.
- 21 апреля — Эдуард Асадов (80) — русский советский поэт, прозаик, участник Великой Отечественной войны.
- 21 апреля — Владимир Безуглый (80) — Герой Советского Союза.
- 24 апреля — Жирайр Ананян (69) — советский и армянский драматург.
- 24 апреля — Жозе Джованни (80) — франко-швейцарский писатель и кинематографист; кровоизлияние в мозг.
- 24 апреля — Александр Мнацаканов (83) — Герой Советского Союза.
- 24 апреля — Эсте Лаудер (95) — основательница и первый Председатель Совета директоров корпорации Estée Lauder.
- 26 апреля — Хьюберт Селби (75) — американский писатель.
- 29 апреля — Александр Бовин (73) — советский и российский журналист, публицист, политолог, дипломат.
- 30 апреля — Александр Попов (86) — Герой Советского Союза.
- 30 апреля — Казимеж Плятер (89) — польский шахматист; международный мастер.

## Май
- 1 мая — Мидхат Шакиров (87) — советский государственный и партийный деятель, первый секретарь Башкирского обкома КПСС (1969—1987).
- 2 мая — Севанькаев, Владимир Андреевич (68) — советский и российский лётчик-испытатель, капитан авиации, Герой Российской Федерации (1993).
- 3 мая — Тарас Ботяновский (86) — советский и российский архитектор, почётный гражданин города Волгодонска.
- 3 мая — Деляфруз Киякова (77) — казахский балетмейстер.
- 3 мая — Джеймс Мейс — американский и украинский историк, политолог, ассистент Роберта Конквеста, сторонник признания голодомора геноцидом украинцев.
- 3 мая — Константин Усенко (84) — подполковник Советской Армии, участник Великой Отечественной войны, Герой Советского Союза.
- 3 мая — Владимир Теребилов (88) — советский и российский юрист.
- 4 мая — Борис Петровский (95) — советский и российский хирург, организатор здравоохранения и общественный деятель, министр здравоохранения СССР[5].
- 4 мая — Дина Злобина (67) — советская и российская поэтесса, член Союза писателей СССР.
- 5 мая — Теа Бекман (80) — нидерландская детская писательница.
- 6 мая — Николай Лой (79) — советский и российский художник, народный художник Российской Федерации.
- 8 мая — Валентин Ежов (83) — советский кинодраматург, заслуженный деятель искусств РСФСР.
- 8 мая — Байрас Абдуллин (53) — башкирский дирижёр и композитор.
- 9 мая — Ахмат Кадыров (52) — чеченский религиозный и государственный деятель, глава Чечни с 2000; теракт.
- 9 мая — Хусейн Исаев (43) — председатель Государственного Совета Чеченской Республики с июня 2003; теракт.
- 9 мая — Наталья Ткачёва (88) — советская актриса, заслуженная артистка РСФСР.
- 10 мая — Пётр Сиворакша — полный кавалер ордена Славы.
- 12 мая — Николай Луканев (74) — оператор, Одесской студии художественных фильмов.
- 12 мая — Марианна Стриженова (79) — советская актриса театра и кино.
- 14 мая — Шетиель Абрамов (85) — участник Великой Отечественной войны, Герой Советского Союза.
- 14 мая — Юджин Маллов (56) — американский журналист; убийство.
- 16 мая — Иван Бахметьев (88) — участник Великой Отечественной войны, Герой Советского Союза.
- 16 мая — Марика Рёкк (90) — немецкая киноактриса и певица венгерского происхождения.
- 17 мая — Лев Билас (81) — украинский австрийский историк, политолог, библиотековед.
- 18 мая — Павел Ардышев (80) — участник Великой Отечественной войны, Герой Советского Союза.
- 18 мая — Арнольд Бекман (104) — американский химик.
- 18 мая — Александр Буряченко (64) — русский поэт.
- 18 мая — Тимерхан Назмиев (80) — Герой Социалистического Труда.
- 18 мая — Гелий Пукито (72) — участник Великой Отечественной войны, Герой Советского Союза.
- 18 мая — Владислав Терзыул (50) — украинский альпинист.
- 18 мая — Валерий Хайлов (62) — конструктор боеприпасов, специалист в области разработки систем подрыва ядерных зарядов, лауреат Государственной премии РФ.
- 20 мая — Николай Клименко (89) — участник Великой Отечественной войны, Герой Советского Союза.
- 20 мая — Иван Макаренков (85) — участник Великой Отечественной войны, Герой Советского Союза.
- 20 мая — Александр Овчинников (81) — участник Великой Отечественной войны, Герой Советского Союза.
- 21 мая — Виктор Анохин (80) — советский и украинский инженер-технолог, доктор технических наук, ректор Киевского технологического института лёгкой промышленности (1967—1973), академик Академии инженерных наук Украины.
- 21 мая — Федот Елисеев (89) — участник Великой Отечественной войны, Герой Советского Союза.
- 21 мая — Виктор Положий (54) — украинский писатель-фантаст.
- 22 мая — Михаил Воронин (59) — советский гимнаст, двукратный олимпийский чемпион.
- 22 мая — Михаил Карчмит (55) — член Совета Республики Национального собрания Республики Беларусь.
- 22 мая — Зиновий Корогодский (77) — театральный режиссёр, профессор, художественный руководитель Ленинградского ТЮЗа (1962—1986), народный артист РСФСР; в 1986 был осуждён по статье 121.1 УК РСФСР.
- 22 мая — Ричард Биггс (44) — американский театральный и телевизионный актёр; расслоение аорты.
- 23 мая — Валерий Громов (80) — советский и латвийский лесохимик, член-корреспондент Академии наук Латвийской ССР.
- 23 мая — Гундарс Маушевичс (29) — бас гитарист Латвийской рок-группы Brainstorm.
- 24 мая — Гуннар Грапс (52) — певец и музыкант.
- 24 мая — Борис Савлохов — советский, российский и украинский тренер по вольной борьбе.
- 26 мая — Отт Ардер (54) — эстонский советский поэт, детский писатель.
- 26 мая — Николай Черных (72) — советский и российский астроном.
- 27 мая — Вазген Бажбеук-Меликян (62) — армянский художник.
- 27 мая — Николай Винграновский (67) — украинский писатель-шестидесятник, режиссёр, актёр, сценарист и поэт.
- 29 мая — Ефим Березин (84) — актёр эстрады и кино, народный артист Украинской ССР.
- 29 мая — Рамона Тринидад Иглесиас-Хордан (114) — долгожительница из Пуэрто-Рико, самый старый человек на земле с 13 ноября 2003 года до своей смерти.
- 29 мая — Александр Коняхин (82) — участник Великой Отечественной войны, Герой Советского Союза.
- 30 мая — Анатолий Хомич (75) — советский железнодорожник, партийный деятель, заместитель председателя Совета министров Украинской ССР (1986—1988), ректор ХИИТ (1972—1980).

## Июнь
- 1 июня — Виктор Поляков (89) — инженер, советский государственный деятель.
- 1 июня — Лю Кан (93) — сингапурский художник.
- 1 июня — Анатолий Расницов (84) — участник Великой Отечественной войны, Герой Советского Союза.
- 2 июня — Абрам Гозенпуд (95) — советский и российский литературовед и музыковед.
- 2 июня — Тесфайе Гебре Кидан — эфиопский военный и политический деятель, один из ответственных за красный террор в Эфиопии, министр обороны, военный губернатор Эритреи, с 1989 года — вице-президент, в мае 1991 — и. о. президента; убит в драке.
- 3 июня — Гавриил Василенко (93) — советский военный деятель, генерал-лейтенант. Герой Советского Союза.
- 3 июня — Суламифь Мессерер (95) — российская балерина и балетный педагог.
- 4 июня — Феодосий Бельченко (81) — старший сержант Советской Армии, участник Великой Отечественной войны, Герой Советского Союза.
- 4 июня — Степан Кальянов (85) — российский виолончелист и музыкальный педагог.
- 4 июня — Лев Сабинин (71) — профессор Университет дружбы народов им. Патриса Лумумбы.
- 5 июня — Фиоре Де Энрикес (82) — итальянский скульптор.
- 5 июня — Василий Максименко (91) — участник Великой Отечественной войны, Герой Советского Союза.
- 5 июня — Рональд Рейган (93) — 40-й президент США (1981—1989).
- 5 июня — Александр Татосян (52) — советский и армянский молекулярный биолог, онколог, доктор биологических наук, профессор.
- 6 июня — Авраам Милецкий (86) — советский и израильский архитектор.
- 7 июня — Брайан Уильямсон (58) — ямайский борец за права сексуальных меньшинств.
- 8 июня — Тимофей Васильев (86) — младший сержант Рабоче-крестьянской Красной Армии, участник советско-финской и Великой Отечественной войн, Герой Советского Союза.
- 8 июня — Семен Волощук (93) — генеральный директор смешанного советско-германского акционерного общества «Висмут».
- 10 июня — Рэй Чарльз (73) — американский блюзмен, джазмен и пианист, исполнитель в стиле ритм-н-блюз.
- 10 июня — Татьяна Сута (81) — латвийская и советская балерина.
- 11 июня — Александр Гулевский (76) — советский футболист, нападающий.
- 11 июня — Михаил Кац (58) — советский кинорежиссёр, сценарист и художник-постановщик.
- 13 июня — Дженнифер Нич (37) — немецкая киноактриса; разбилась, выпав из окна.[6]
- 13 июня — Альберт Соколов (82) — советский футболист, нападающий.
- 14 июня — Борис Иванов (79) — советский футболист, нападающий, тренер.
- 14 июня — Евгений Савельев (85) — Герой Советского Союза.
- 16 июня — Алексей Безверхий (83) — Герой Советского Союза.
- 16 июня — Камсар Григорьян (93) — советский армянский учёный-литературовед, доктор филологических наук.
- 17 июня — Яцек Куронь (70) — польский политик и государственный деятель, выдающийся деятель антикоммунистической оппозиции.
- 17 июня — Александр Магометов — грузинский лингвист, специалист в области даргинских и лезгинских языков, а также истории кавказоведения.
- 17 июня — Владимир Сосунов (78) — советский и российский учёный в области газовой динамики и двигателестроения.
- 18 июня — Прохор Киселёв (91) — советский радиобиолог, доктор медицинских наук, профессор, заслуженный деятель науки РСФСР.
- 18 июня — Святослав Лавров — российский учёный в области прикладной математики и вычислительной техники, член-корреспондент РАН.
- 18 июня — Саламат Мукашев (76) — государственный деятель Казахстана, Председатель Президиума Верховного Совета КазССР.
- 18 июня — Элвуд Циммерман (91) — американский и австралийский энтомолог.
- 19 июня — Аллен Бартоломью (78) — австралийский судебный психолог и криминолог.
- 19 июня — Николай Гиренко (63) — российский этнограф-африканист, антифашист, правозащитник; убийство.
- 19 июня — Зинаида Дехтярёва (76) — советская украинская актриса, народная артистка УССР.
- 20 июня — Михаил Каскевич (56) — украинский политический деятель, Министр труда Украины.
- 21 июня — Чарльз Хайдер (74) — американский учёный-астрофизик и диссидент родом из штата Нью-Мексико, более известный в бывшем Советском Союзе как «доктор Хайдер».
- 22 июня — Томас Голд (84) — американский астроном.
- 22 июня — Григорий Лящев (64) — советский конструктор ракетной техники, лауреат Государственной премии СССР.
- 22 июня — Нобору Синода (52) — японский кинооператор.
- 23 июня — Василий Мороз (73) — советский и российский астроном.
- 24 июня — Афанасий Кочетков (74) — советский российский актёр театра и кино.
- 24 июня — Владимир Гак (80) — российский языковед, специалист по французскому языку, автор учебника «Теория и практика перевода (французский язык)».
- 24 июня — Юрий Чесноков (75) — начальник войск противовоздушной обороны Сухопутных войск.
- 25 июня — Николай Шляга (69) — партийный, военный и общественный деятель СССР, России и Беларуси, генерал-полковник, академик Международной педагогической академии.
- 25 июня — Ян Сергунин (49 или 50) — генерал-лейтенант, бывший вице-премьер Чечни; убийство.
- 26 июня — Иосиф Зисман (90) — российский советский живописец, график.
- 26 июня — Наоми Шемер (73) — израильская поэтесса и композитор, автор неофициального гимна Иерусалима «Йерушалаим шель захав» (Золотой Иерусалим).
- 27 июня — Борис Голбан — участник коммунистического подполья в Бессарабии и движения Сопротивления во Франции.
- 28 июня — Энтони Бакеридж (92) — британский детский писатель, кавалер Ордена Британской империи (2003).
- 28 июня — Дмитрий Дудко (82) — протоиерей Русской православной церкви, церковный писатель, поэт, проповедник.
- 28 июня — Георгий Минасян (62) — советский и армянский эстрадный певец. Заслуженный артист Армянской ССР.
- 28 июня — Леонид Попов (56) — русский поэт.
- 29 июня — Давли Киямов (81) — полный кавалер ордена Славы.
- 30 июня — Каюм Мухамедханов (88) — основоположник научного абаеведения, текстолог.
- 30 июня — Эдуард Гороховский (75) — советский и российский художник, классик московского концептуализма, основатель российского «photo-based art».

## Июль
- 1 июля — Марлон Брандо (80) — американский актёр театра и кино, двукратный лауреат премии «Оскар».
- 3 июля — Василий Ищенко (85) — Герой Советского Союза.
- 3 июля — Андриян Николаев (74) — советский космонавт.
- 4 июля — Иван Кокшаров (84) — Герой Советского Союза.
- 4 июля — Андрей Костюк (83) — Герой Советского Союза.
- 5 июля — Павел Лисициан (92) — советский певец (баритон), народный артист СССР (1956).
- 6 июля — Томас Клестиль (71) — австрийский дипломат и политик.
- 6 июля — Вера Миреева (72) — филолог, русист и тюрколог.
- 7 июля — Фёдор Чесноков (82) — Герой Советского Союза.
- 8 июля — Алексис фон Розенберг (Alexis von Rosenberg) (82) — аристократ, эстет, собиратель предметов французского искусства XVIII века, автор мемуаров.
- 9 июля — Сергей Евлахишвили (80) — советский актёр, режиссёр.
- 9 июля — Павел Хлебников (41) — американский журналист и публицист русского происхождения, главный редактор русской версии журнала «Форбс»; убийство.
- 10 июля — Георгий Проскурин (59) — советский фигурист, специализировавшийся в парном катании.
- 12 июля — Валентин Субботин (75) — Герой Советского Союза.
- 14 июля — Георгий Титов (86) — советский диктор Новосибирского радио.
- 15 июля — Василий Ливенцов (90) — казахский советский партийный деятель. Герой Социалистического Труда.
- 15 июля — Чарльз Суини (84) — пилот ВВС США, участвовавший в обеих атомных бомбардировках Японии в 1945 году.
- 16 июля — Леонид Курбатов (91) — советский и российский физик.
- 16 июля — Мелик Магерамов (83) — полковник, командир стрелкового батальона в годы Великой Отечественной войны; Герой Советского Союза.
- 17 июля — Александр Головатюк (82) — Герой Советского Союза.
- 17 июля — Пауль Хилмар Йенсен (74) — норвежский филателист.
- 18 июля — Эдуард Тяхе (82) — сержант Рабоче-крестьянской Красной Армии, участник Великой Отечественной войны, Герой Советского Союза, лишён всех званий и наград в связи с осуждением.
- 19 июля — Сергей Носовец (46) — российский журналист, политик.
- 20 июля — Хуго Легздиньш (100) — офицер Латвийского военного флота.
- 20 июля — Вальдемарас Мартинкенас (39) — литовский футболист, вратарь. Мастер спорта.
- 21 июля — Василий Дорофеев (82) — полный кавалер ордена Славы.
- 21 июля — Борис Тринкер (90) — советский ученый, кандидат технических наук.
- 22 июля — Саша Дистель (71) — французский певец, актёр и телеведущий; рак.
- 22 июля — Константин Степанков (76) — советский и украинский актёр. Народный артист СССР.
- 23 июля — Серж Реджани (82) — французский актёр и певец итальянского происхождения.
- 24 июля — Варис Круминьш (73) — советский и латышский режиссёр игрового и документального кино.
- 24 июля — Сергеев, Валерий Николаевич (65) — советский и российский военно-морской деятель, вице-адмирал (1990)[7].
- 25 июля — Алексей Жамков (83) — полный кавалер ордена Славы.
- 25 июля — Джон Пассмор (89) — австралийский философ и историк философии.
- 25 июля — Владимир Радченко (62) — советский и российский актёр.
- 27 июля — Боб Тисдолл (97) — ирландский легкоатлет, который специализировался в беге с барьерами.
- 28 июля — Фрэнсис Крик (88) — британский молекулярный биолог, врач и нейробиолог, лауреат Нобелевской премии по физиологии и медицине 1962 года (совместно с Джеймсом Д. Уотсоном и Морисом Уилкинсом).
- 29 июля — Альфред Андреас Шмидт (84) — швейцарский историк искусства.
- 30 июля — Садык Абдужаббаров (79) — Герой Советского Союза, участник Великой Отечественной войны.
- 30 июля — Иван Рыбальченко (81) — сельскохозяйственный деятель, Герой Социалистического Труда.
- 30 июля — Лев Явич (84) — советский учёный-юрист.
- 31 июля — Абсамат Масалиев (71) — советский, киргизский партийный и государственный деятель.

## Август
- 1 августа — Лев Корчагин (81) — участник Великой Отечественной войны, Герой Советского Союза.
- 2 августа — Эрнесто Кортасар (64) — мексиканский композитор и пианист.
- 2 августа — Иммануил Фабелинский (93) — советский и российский физик-экспериментатор, член-корреспондент РАН.
- 3 августа — Анри Картье-Брессон (95) — один из выдающихся французских фотографов XX века, отец фотожурналистики.
- 4 августа — Мэри Шерман Морган (82) — американский химик, инженер, разработчица гидина.
- 5 августа — Леонид Меньшиков (82) — участник Великой Отечественной войны, Герой Советского Союза.
- 6 августа — Иван Воронов (89) — советский актёр, народный артист РСФСР.
- 6 августа — Андрей Чурунга (83) — румынский писатель.
- 7 августа — Дидье Бьенэме (43) — французский актёр, известный в России по роли журналиста Шарля д’Эвре в фильме «Турецкий гамбит».
- 7 августа — Василий Щербаков (88) — участник Великой Отечественной войны, Герой Советского Союза.
- 8 августа — Константин Давыденко (81) — подполковник Советской Армии, участник Великой Отечественной войны, Герой Советского Союза.
- 10 августа — Вениамин Сикора — украинский экономист.
- 12 августа — Годфри Хаунсфилд (84) — британский инженер-электрик, лауреат Нобелевской премии по физиологии и медицине 1979 года «за разработку компьютерной томографии» (совместно с Алланом Кормаком).
- 12 августа — Алексей Леонтьев (68) — российский психолог и лингвист.
- 13 августа — Пётр Коростелёв (83) — участник Великой Отечественной войны, Герой Советского Союза.
- 13 августа — Джулия Чайлд (91) — американский шеф-повар французской кухни, соавтор книги «Осваивая искусство французской кухни», ведущая на американском телевидении.
- 14 августа — Чеслав Милош (93) — польский поэт, переводчик, эссеист, лауреат Нобелевской премии по литературе (1980).
- 16 августа — Бабкен Аракелян (92) — армянский археолог, академик АН Армянской ССР.
- 17 августа — Валерий Запашный (53) — дрессировщик медведей из знаменитой цирковой династии Запашных; покончил с собой в Курске.
- 18 августа — Анисет Кашамура (75) — конголезский политический деятель, министр по делам культуры и информации Республики Конго (Леопольдвиль) в 1960 году.
- 21 августа — Виктор Авилов (51) — советский и российский актёр театра и кино, Заслуженный артист России (1993).
- 21 августа — Фрицис Дзиесма (98) — латышский поэт, журналист, фотограф и библиотекарь.
- 22 августа — Константин Асеев (43) — советский и российский шахматист.
- 23 августа — Борис Ардов (64) — советский российский актёр театра и кино, режиссёр и художник-постановщик мультипликационных фильмов; сводный брат актёра и режиссёра Алексея Баталова, родной брат мемуариста протоиерея Михаила Ардова, отец актрисы Анны Ардовой.
- 23 августа — Ерик Асанбаев (68) — государственный деятель Казахстана, вице-президент Республики Казахстан
- 23 августа — Семен Вайман (80) — российский литературовед, доктор филологических наук.
- 23 августа — Александр Васько (83) — полковник Советской Армии, участник Великой Отечественной и Корейской войн, Герой Советского Союз.
- 23 августа — Алексей Олепир (83) — Герой Советского Союз.
- 25 августа — Борис Левин (71) — спортивный журналист; последствия автокатастрофы[8].
- 25 августа — Вячеслав Секретарюк (65) — партийный деятель Украинской ССР.
- 26 августа — Лора Брэниган (47) — американская певица, пик популярности которой пришёлся на 80-е годы; аневризма головного мозга[9].
- 26 августа — Билл Марстерс (80) — президент Христианской церкви Островов Кука.
- 27 августа — Сюзанн Каарен (92) — американская киноактриса.
- 29 августа — Рене Мениль (97) — французский писатель и философ.
- 30 августа — Николай Беляев (79) — советский и украинский педагог, краевед.
- 30 августа — Виктор Урин (80) — русский советский поэт, участник Великой Отечественной войны.
- 30 августа — Михаил Фесенко (80) — генерал-майор Советской Армии, участник Великой Отечественной войны, Герой Советского Союза.
- 30 августа — Барт Хюгес (70) — нидерландский библиотекарь, сторонник трепанации.
- 31 августа — Николай Кипкеев (37) — северокавказский боевик.
- 31 августа — Сайфихан Нафиев (62) — прокурор Республики Татарстан.

## Сентябрь
Погибшие во время террористического акта в Беслане:
- 3 сентября — Олег Ильин (36) — офицер Управления «В» («Вымпел») Центра специального назначения ФСБ РФ, подполковник, погибший при освобождении заложников; Герой Российской Федерации (посмертно).
- 3 сентября — Олег Лоськов (23) — российский военнослужащий, сотрудник отдела Управления «А» («Альфа») Центра специального назначения ФСБ; погиб при освобождении заложников.
- 3 сентября — Вячеслав Маляров (35) — российский военнослужащий, старший оперуполномоченный Управления «А» («Альфа») Центра специального назначения ФСБ, майор; погиб при освобождении заложников.
- 3 сентября — Александр Перов (29) — начальник оперативной группы 1-го отдела Управления «А» («Альфа») Центра специального назначения ФСБ РФ, погибший при освобождении заложников; Герой Российской Федерации (посмертно).
- 3 сентября — Дмитрий Разумовский (36) — начальник отделения Управления «В» («Вымпел») Центра специального назначения ФСБ РФ, подполковник, погибший при освобождении заложников; Герой Российской Федерации (посмертно).
- 3 сентября — Андрей Туркин (28) — офицер Управления «В» («Вымпел») Центра специального назначения ФСБ РФ, лейтенант, погибший при освобождении заложников; Герой Российской Федерации (посмертно).
- 3 сентября — Иван Каниди (74) — российский школьный учитель физкультуры греческого происхождения; настоял на том, чтобы остаться со своими учениками, и погиб, спасая их жизни.
- 3 сентября — Михаил Кузнецов (39) — российский военнослужащий, офицер спецподразделения ФСБ «Вымпел», майор, погибший при освобождении заложников во время теракта в Беслане. Кавалер ордена «За заслуги перед Отечеством» IV степени (посмертно).

3 сентября
- Владимир Паздзерский (70) — физик-теоретик.
- Андре Стиль (фр. André Stil, 83) — французский писатель.
- Николай Чиженков (83) — Герой Советского Союза.

4 сентября
- Кэмпбелл, Уолтер (83) — австралийский юрист и политик, 21-й губернатор Квинсленда.

5 сентября
- Василий Мелешко (83) — белорусский историк.

6 сентября
- Александр Феоктистов (76) — советский и российский лингвист, финно-угровед.

7 сентября
- Лев Бурчалкин (65) — советский футболист, нападающий, советский и российский тренер. Мастер спорта (1961), заслуженный тренер России.

8 сентября
- Иван Кондов (79) — болгарский актёр, лауреат Димитровской премии (1964), народный артист НРБ (1969).
- Лев Шилов (72) — советский и российский искусствовед, писатель, архивист, один из крупнейших собирателей и исследователей записей голосов писателей.

9 сентября
- Алексей Баркалов (58) — советский ватерполист, двукратный олимпийский чемпион, заслуженный мастер спорта СССР.

11 сентября
- Пётр VII (55) — патриарх Александрийский и всея Африки, предстоятель Александрийской православной церкви; авиакатастрофа (род. 3 сентября 1949).
- Аарон Директор (102) — американский экономист.

12 сентября
- Виктор Савенков (85) — советский, украинский, русский живописец, портретист.

13 сентября
- Стивен Бейкер (83) — американский писатель и деятель рекламной индустрии.

16 сентября
- Владимир Спицын — советский партийный деятель, председатель исполкома городского Совета Донецка.

17 сентября
- Григорий Ямковой (93) — советский учёный в области горного дела, горный инженер-электромеханик.

18 сентября
- Иван Плис (84) — майор Советской Армии, участник Великой Отечественной войны, Герой Советского Союза.
- Гирш Релес (91) — еврейский поэт, писал на идише и на белорусском.
- Клара Румянова (74) — советская и российская актриса кино и радио, озвучившая персонажей более 300 советских мультфильмов.

19 сентября
- Николай Купреев (67) — белорусский поэт и прозаик, член Союза белорусских писателей.

20 сентября
- Мушег Мовсисян (47) — бывший депутат парламента Армении.

22 сентября
- Закир Исмагилов (77) — советский театральный актёр, Заслуженный артист Башкортостана.

24 сентября
- Александр Вайсблат (79) — российский ученый-физик, кандидат наук, кавалер ордена Дружбы.
- Михаил Дудка (82) — полный кавалер ордена Славы.
- Франсуаза Саган (69) — французская писательница.

25 сентября
- Леонид Пчёлкин (80) — советский и российский кинорежиссёр («Петербургские тайны»).

28 сентября
- Виктор Розов (91) — драматург, автор более 20 пьес и 6 киносценариев.

28 сентября
- Михаил Ядренко (72) — учёный — математик, доктор физико-математических наук.

29 сентября
- Дэвид Джексон (49) — новозеландский боксёр.
- Михаил Ершов (79) — советский кинорежиссёр, Народный артист РСФСР.

30 сентября
- Густаво Сомоано (79) — мексиканский прыгун в воду.
- Гамини Фонсека (68) — ланкийский актёр, режиссёр, губернатор Северо-Восточной провинции (1995—1998).

## Октябрь
- 1 октября — Ричард Аведон (81) — американский фотограф.
- 2 октября — Фёдор Белевич (81) — Герой Советского Союза.
- 2 октября — Борис Братченко (91) — советский партийный и государственный деятель.
- 3 октября — Николай Ковалёв — один из основателей ленинградской школы технологии общественного питания, исследователь истории русской кухни.
- 4 октября — Эмилия Гудриниеце (84) — советский и латвийская химик-органик, мотогонщица, академик АН Латвийской ССР.
- 4 октября — Юрий Павлов (52) — советский баскетболист.
- 4 октября — Валентин Седов (79) — советский и российский археолог.
- 4 октября — Павел Шаров (82) — Герой Советского Союза.
- 5 октября — Александр Позняков (85) — Герой Советского Союза.
- 5 октября — Морис Уилкинс (87) — биофизик, лауреат Нобелевской премии по физиологии и медицине (1962, совместно с Джеймсом Д. Уотсоном и Фрэнсисом Криком).
- 9 октября — Жак Деррида (74) — французский философ и теоретик литературы, основатель деконструктивизма; рак поджелудочной железы.
- 10 октября — Йозеф Аргауэр (93) — австрийский футболист и тренер.
- 10 октября — Кристофер Рив (52) — американский актёр театра и кино, режиссёр, сценарист, общественный деятель; сердечный приступ.
- 11 октября — Всеволод Клоков (87) — Герой Советского Союза.
- 12 октября — Сергей Кузнецов (75) — молдавский советский нейрофизиолог, доктор биологических наук, профессор.
- 13 октября — Сергей Новаковский (90) — советский учёный.
- 14 октября — Александр Баженов (93) — советский военачальник, генерал-майор танковых войск.
- 14 октября — Борис Викторов (57) — русский поэт.
- 14 октября — Владимир Семёнов (79) — советский и украинский учёный-правовед и общественный деятель, кандидат юридических наук.
- 14 октября — Иван Шамякин (83) — белорусский советский писатель, общественный деятель.
- 17 октября — Виктор Василенко (81) — советский, украинский врач-онколог.
- 17 октября — Ибрагим Маммеев (85) — балкарский драматург и поэт.
- 18 октября — Виктор Зубарев (31) — казахстанский футболист, нападающий.
- 18 октября — Юрий Хитрин (58) — казахстанский государственный деятель, Председатель Конституционного Совета Республики Казахстан.
- 19 октября — Элизабет Мэй Макклинток (92) — американский ботаник.
- 20 октября — Виталий Вальтер (78) — врач, хирург, доктор медицинских наук, профессор.
- 20 октября — Семен Гурвич (81) — Герой Советского Союза.
- 20 октября — Вероника Черкасова (45) — белорусская журналистка; убийство.
- 21 октября — Арсен Аветисян (33) — российский скульптор; автокатастрофа.
- 22 октября — Анатолий Жуков (61) — советский футболист, нападающий.
- 23 октября — Александр Белослудцев (43) — дизайнер.
- 23 октября — Ло Гунлю (88) — китайский художник.
- 23 октября — Валентин Маят (101) — хирург, учёный и педагог.
- 25 октября — Василий Бураков (89) — старший лейтенант Рабоче-крестьянской Красной Армии, участник Великой Отечественной войны, Герой Советского Союза.
- 26 октября — Георгий Котов (86) — участник Великой Отечественной войны. Герой Советского Союза.
- 26 октября — Нестор Комбот-Нагемон (69) — центральноафриканский политик, государственный деятель, дипломат.
- 26 октября — Александр Майоров (83) — советский военный лётчик. Участник Великой Отечественной войны. Герой Советского Союза.
- 26 октября — Лазарь Меклер (82—83) — советский биолог, автор непризнанной теории формирования молекул белка.
- 27 октября — Владимир Архипов (71) — советский военачальник, генерал армии.
- 29 октября — Пьер Тибо (75) — французский трубач и музыкальный педагог.
- 31 октября — Павел Глазовой (82) — украинский поэт (юморист и сатирик).
- 31 октября — Леонид Греков (76) — советский партийный деятель, дипломат
- 31 октября — Валентин Николаев (80) — советский борец классического стиля, Олимпийский чемпион, Заслуженный мастер спорта СССР.

## Ноябрь
- 2 ноября — Тео ван Гог (47) — голландский кинорежиссёр, телепродюсер, публицист и актёр; убийство.
- 2 ноября — Либуше Ломская (81) — чехословацкая легкоатлетка.
- 3 ноября — Сергей Жолток (31) — латвийский хоккеист, центральный нападающий.
- 3 ноября — Сиосэй Кода (24) — японский турист; обезглавливание.
- 4 ноября — Борис Воскобойников (68) — генерал-майор КГБ СССР.
- 4 ноября — Эдуард Пашинян (81) — армянский советский музыковед, педагог, композитор.
- 5 ноября — Юрий Басин (81) — казахстанский юрист, цивилист.
- 5 ноября — Михаил Хухлов (82) — участник Великой Отечественной войны, Герой Советского Союза.
- 7 ноября — Эдди Чарльтон (75) — австралийский профессиональный игрок в снукер и английский бильярд.
- 8 ноября — Михаил Кобыльчак (86) — советский политический деятель, 1-й секретарь Кировоградского областного комитета КП Украины (1967—1982).
- 8 ноября — Борис Мамутин — участник Великой Отечественной войны, Герой Советского Союза.
- 8 ноября — Иван Чеберко (81) — участник Великой Отечественной войны, Герой Советского Союза.
- 9 ноября — Лев Ермин (81) — советский и российский партийный, государственный и общественный деятель.
- 9 ноября — Стиг Ларссон (50) — шведский писатель и журналист, автор трилогии «Миллениум»; обширный инфаркт.
- 9 ноября — Нестор (Сапсай) (73) — епископ Русской православной церкви, епископ Петропавловский и Камчатский.
- 10 ноября — Пётр Мироненко (90) — полный кавалер ордена Славы.
- 11 ноября — Василий Филонов (84) — полный кавалер ордена Славы.
- 11 ноября — Ясир Арафат (75) — председатель (президент) Палестинской автономии с 1993, лидер движения ФАТХ (Fatah) и председатель исполкома Организации освобождения Палестины (ООП) с 1969.
- 12 ноября — Станислав Скальский (88) — польский военный лётчик, генерал бригады.
- 17 ноября — Александр Рагулин (63) — советский хоккеист, заслуженный мастер спорта СССР (1963).
- 18 ноября — Сергей Коваленко (57) — советский баскетболист.
- 19 ноября — Сергей Павлов (84) — участник Великой Отечественной войны, Герой Советского Союза.
- 20 ноября — Степан Науменко (84) — участник Великой Отечественной войны, Герой Советского Союза.
- 21 ноября — Алексей Бурков (50) — российский спортивный комментатор.
- 21 ноября — Василий Федоренко (79) — участник Великой Отечественной войны, Герой Советского Союза.
- 22 ноября — Леонид Соловьёв (87) — советский футболист, тренер.
- 23 ноября — Сергей Баласанян (56) — советский и армянский геофизик, сейсмолог, доктор технических наук, профессор; автокатастрофа.
- 23 ноября — Рафаэль Эйтан (75) — израильский политический и военный деятель.
- 24 ноября — Артур Хейли (84) — канадский прозаик британского происхождения, создавший ряд бестселлеров в жанре производственного романа.
- 24 ноября — Александр Беспалов (81) — полковник Советской Армии, участник Великой Отечественной войны, Герой Советского Союза.
- 24 ноября — Валентин Грудинин (80) — советский и украинский киноактёр.
- 24 ноября — Фёдор Канивец (81) — донской хлебороб, Герой Социалистического Труда.
- 25 ноября — Михаил Гурьев (80) — участник Великой Отечественной войны, Герой Советского Союза.
- 25 ноября — Алексей Катрич (87) — участник Великой Отечественной войны, Герой Советского Союза.
- 26 ноября — Филипп де Брока (71) — французский кинорежиссёр; рак.
- 26 ноября — Иван Дудёнков (75) — советский государственный и партийный деятель, министр бытового обслуживания населения РСФСР (1974—1990).
- 27 ноября — Иван Мозговой (81) — лейтенант Советской Армии, участник Великой Отечественной войны, Герой Советского Союза.
- 28 ноября — Лерой Ааронс (70) — американский журналист, редактор, писатель, основатель Национальной ассоциации журналистов геев и лесбиянок (США).
- 30 ноября — Борис Зинченко (80) — советский деятель сельского хозяйства, председатель колхоза имени Ленина Зерноградского района Ростовской области; кандидат экономических наук.
- 30 ноября — Иван Зорин (85) — полковник Советской Армии, участник Великой Отечественной войны, Герой Советского Союза.
- 30 ноября — Боб Хау (79) — австралийский теннисист, теннисный тренер и рефери.
- 30 ноября — Алексей Хвостенко (64) — русский поэт-авангардист, автор песен, художник.

## Декабрь
- 1 декабря — Мамед Араз (71) — азербайджанский поэт, публицист, переводчик.
- 2 декабря — Григорий Пасынков (82) — Герой Советского Союза.
- 2 декабря — Леонид Телятников (53) — советский пожарный, генерал-майор внутренней службы, один из первых ликвидаторов последствий аварии на Чернобыльской АЭС, Герой Советского Союза (1986); рак.
- 3 декабря — Робер Дери (83) — французский актёр и режиссёр театра и кино, создатель (совместно с женой Колетт Броссе) труппы комедиантов «Les Branquignols».
- 3 декабря — Борис Зеленский (57) — писатель-фантаст и переводчик.
- 3 декабря — Виктор Калыгин (54) — российский филолог, доктор наук.
- 3 декабря — Джун Мастон (76) — австралийская легкоатлетка, бегунья на короткие дистанции, прыгунья в длину. Серебряный призёр летних Олимпийских игр 1948 года.
- 3 декабря — Мария Перши (66) — австрийская актриса.
- 3 декабря — Ярослав Старобогатов (72) — советский и российский зоолог, малаколог, профессор, доктор биологических наук.
- 4 декабря — Свенн Вад (76) — датский боксёр.
- 4 декабря — Владислав Старков (64) — советский и российский журналист, главный редактор газеты «Аргументы и Факты».
- 4 декабря — Борис Ривкин (85) — Герой Советского Союза.
- 4 декабря — Виталий Рогаль (89) — советский и российский живописец.
- 4 декабря — Гайнанша Хайдаршин (93) — Герой Советского Союза.
- 5 декабря — Николай Ермаков (80) — полный кавалер ордена Славы.
- 5 декабря — Кристиано Силва де Лима Жуниор (25) — бразильский футболист, нападающий; во время финала Кубка Индии на 78-й минуте матча столкнулся с вратарем, после чего был в обмороке, скончался по пути в больницу от остановки сердца
- 7 декабря — Галло, Мария Роза (78) — аргентинская актриса[10].
- 8 декабря — Юрий Саркисян (82) — советский тренер по тяжёлой атлетике.
- 9 декабря — Игорь Баталов (37) — российский офицер, подполковник, участник Первая чеченской войны, Герой Российской Федерации (1995).
- 9 декабря — Сергей Войченко (49) — белорусский живописец, дизайнер
- 9 декабря — Кирилл Зеленин (66) — советский ученый в отрасли химии, педагог, доктор химических наук.
- 10 декабря — Хорен Абрамян(74) — советский армянский актёр, режиссёр, народный артист СССР.
- 10 декабря — Николай Банников (90) — советский государственный и партийный деятель, первой секретарь Карагандинского и Иркутского обкомов КПСС.
- 10 декабря — Раднэр Муратов (76) — советский киноактёр, актёр Государственного театра киноактёра, Заслуженный артист РСФСР.
- 11 декабря — Георгий Ковтун (74) — украинский государственный деятель, начальник Главного управления разведки Службы безопасности Украины, генерал-майор в отставке.
- 12 декабря — Джозеф Байерли (81) — как считается, единственный солдат Второй мировой войны, воевавший против немцев одновременно и в американской, и в советской армиях; сердечная недостаточность.
- 13 декабря — Йёрген Кофод-Йенсен (81) — датский лингвист.
- 14 декабря — Алексей Корнеев (65) — советский футболист, защитник.
- 16 декабря — Александр Романченко (70) — советский автоконструктор, главный конструктор Уральского автомобильного завода (1969—1994), профессор ЧПИ.
- 17 декабря — Том Вессельман (73) — американский художник и график.
- 17 декабря — Леонид Дема (88) — Герой Советского Союза.
- 17 декабря — Геннадий Дубенок (84) — Герой Советского Союза.
- 18 декабря — Роберт Симсон (83) — советский хозяйственный, государственный и политический деятель.
- 21 декабря — Савелий Мительман (64) — советский и российский художник.
- 21 декабря — Рэм Хенох (78) — советский инженер-строитель.
- 22 декабря — Николай Маркелов (87) — Герой Советского Союза.
- 22 декабря — Виталий Несин (20) — украинский футболист, нападающий.
- 22 декабря — Алексей Селютин (86) — полный кавалер ордена Славы.
- 22 декабря — Сергей Стеблинский (85) — Герой Советского Союза.
- 22 декабря — Юрий Филипьев (70) — Герой Советского Союза.
- 22 декабря — Валентин Юрин (82) — советский военный деятель, командир 32-й военно-испытательной части.
- 23 декабря — Владимир Фрейдзон (82) — советский и российский историк.
- 24 декабря — Владимир Бурдин (82) — советский разведчик и деятель спецслужб.
- 25 декабря — Джон Генри Карвер (78) — австралийский физик-теоретик, астрофизик и специалист по ядерной физике.
- 25 декабря — Геннадий Стрекалов (64) — советский и российский космонавт-исследователь.
- 26 декабря — Фрэнк Пентридж (88) — североирландский кардиолог, изобретатель портативного дефибриллятора.
- 26 декабря — Михаил Смиртюков (95) — советский государственный деятель, 6-й Управляющий Делами Совета Министров СССР.
- 27 декабря — Георгий Кирпа (58) — украинский государственный и политический деятель, министр транспорта и связи, Герой Украины (2002)$ самоубийство.
- 28 декабря — Цви Цур (80—81) — шестой начальник Генерального штаба Армии Обороны Израиля.
- 28 декабря — Тимофей Хандога (95) — Герой Советского Союза.
- 28 декабря — Сьюзен Зонтаг (71) — американская писательница, литературный, художественный, театральный и кинокритик, лауреат национальных и международных премий; лейкемия.
- 29 декабря — Джулиус Аксельрод (92) — американский биохимик и фармаколог, лауреат Нобелевской премии по физиологии и медицине (1970, совместно с Бернардом Кацем и Ульфом фон Эйлером).
- 30 декабря — Михаил Зарецких (84) — Герой Советского Союза.
- 30 декабря — Альберто Мендес (63) — испанский писатель.
- 30 декабря — Самуил Русинов (90) — советский оперный певец, заслуженный артист Башкирской АССР.
- 31 декабря — Жерар Дебрё (83) — американский экономист, Лауреат Нобелевской премии по экономике (1983).
- 31 декабря — Григорий Васёв (82) — Герой Советского Союза.
- 31 декабря — Тофик Исламов (77) — советский и российский историк.

## Дата неизвестна или требует уточнения
- Дентон Юджин Александер (86—87) — американский генетик и селекционер.
- Никита Баймаков (77) — советский инженер-конструктор, специалист в области радиосистем передачи сигналов вещательного и прикладного ТВ, лауреат Государственной премии СССР.
- Эдуард Журист (75) — румынский писатель.
- Бегали Касымов (61—62) — советский и узбекский филолог, доктор филологических наук, профессор ТашГУ.
- Алексей Кедров (97—98) — советский кардиолог, доктор медицинских наук, профессор.
- Бури Кимсанов (62—63) — советский и таджикский химик, доктор химических наук, профессор, член-корреспондент АН Республики Таджикистан.
- Нина Любовцова (91—92) — русская писательница.
- Константин Максимцев (64—65) — белорусский художник.
- Алексей Малышев (81—82) — советский художник.
- Пегги Найт (83—84) — британская и французская разведчица.
- Сеидага Онуллахи (78—79) — советский и азербайджанский историк, доктор исторических наук, профессор.
- Эсфирь Тобак (95—96) — монтажёр кино, деятель советского кинематографа.
- Маргарита Микаэлян (77) — советский кинорежиссёр и сценарист.